# Emin Əhmədov
Emin Ahmadov (in azero Emin Vidadi oğlu Əhmədov; Baku, 6 ottobre 1986) è un lottatore azero, specializzato nella lotta greco-romana.

## Palmarès
- Giochi olimpici

Londra 2012: bronzo nei 74 kg maschile.